# Ronnie Gene Blevins
Ronnie Gene Blevins (contea di Harris, 20 giugno 1977) è un attore statunitense.

## Filmografia parziale

### Cinema
- A.I. - Intelligenza artificiale (A.I. Artificial Intelligence), regia di Steven Spielberg (2001) (non accreditato)
- Better Luck Tomorrow, regia di Justin Lin (2002)
- Il cavaliere oscuro - Il ritorno (The Dark Knight Rises), regia di Christopher Nolan (2012)
- 7 psicopatici (Seven Psychopaths), regia di Martin McDonagh (2012)
- Jobs, regia di Joshua Michael Stern (2013)
- Samuel Bleak, regia di Dustin Dugas Schuetter (2013)
- Past God, regia di Nick McCallum (2013)
- To Hell with a Bullet, regia di Vick Wright (2013)
- Joe, regia di David Gordon Green (2013)
- The Hunted, regia di Josh Stewart (2013)
- Savaged, regia di Michael S. Ojeda (2013)
- Small Time, regia di Joel Surnow (2014)
- Suburban Gothic, regia di Richard Bates Jr. (2014)
- The Perfect Guy, regia di David M. Rosenthal (2015)
- Il segreto della sirena (A Mermaid's Tale), regia di Dustin Rikert (2016)
- Il giustiziere della notte - Death Wish (Death Wish), regia di Eli Roth (2018)
- The Conjuring - Per ordine del diavolo (The Conjuring: The Devil Made Me Do It), regia di Michael Chaves (2021)
- Emancipation - Oltre la libertà (Emancipation), regia di Antoine Fuqua (2022)

### Televisione
- Over There - serie TV, episodio 1x09 (2005)
- Californication - serie TV, episodio 1x09 (2007)
- Lincoln Heights - Ritorno a casa (Lincoln Heights) - serie TV, episodio 2x08 (2007)
- E.R. - Medici in prima linea (ER) - serie TV, episodio 14x06 (2007)
- Febbre d'amore (The Young and the Restless) - serial TV, puntata 8897 (2008)
- The Cleaner - serie TV, episodio 1x06 (2008)
- Sons of Anarchy - serie TV, episodio 1x08 (2008)
- The Shield - serie TV, episodio 7x09 (2008)
- NCIS - Unità anticrimine (NCIS) - serie TV, episodio 6x19 (2009)
- CSI - Scena del crimine (CSI: Crime Scene Investigation) - serie TV, episodio 9x23 (2009)
- Saving Grace - serie TV, episodio 3x08 (2009)
- Curb Your Enthusiasm - serie TV, episodio 7x06 (2009)
- Numb3rs - serie TV, episodio 6x07 (2009)
- The Forgotten - serie TV, episodio 1x17 (2010)
- True Blood - serie TV, episodi 3x07-3x09 (2010)
- Medium - serie TV, episodi 7x02-7x04  (2010)
- Lie to Me - serie TV, episodio 3x05 (2010)
- Law & Order: LA - serie TV, episodio 1x06 (2010)
- Southland - serie TV, episodi 1x01-1x02-3x08 (2009-2011)
- Justified - serie TV, episodio 2x06 (2011)
- CSI: NY - serie TV, episodio 7x20 (2011)
- Hawaii Five-0 - serie TV, episodio 2x08 (2011)
- The Mentalist - serie TV, episodio 4x12 (2012)
- Vegas - serie TV, episodio 1x09 (2012)
- Intelligence - serie TV, episodio 1x02 (2014)
- Shameless - serie TV, episodio 4x10 (2014)
- Criminal Minds - serie TV, episodio 9x20 (2014)
- Agents of S.H.I.E.L.D. - serie TV, episodio 2x05 (2014)
- Kingdom - serie TV, 4 episodi (2014)
- Scorpion - serie TV, episodio 1x11 (2014)
- True Detective - serie TV, episodi 2x01-2x02-2x03 (2015)
- Murder in the First - serie TV, episodio 2x07 (2015)
- Rush Hour - serie TV, episodio 1x11 (2016)
- Bones - serie TV, episodio 12x09 (2017)
- Twin Peaks - serie TV, episodio 1x06 (2017)
- MacGyver - serie TV, episodio 2x02 (2017)
- Code Black - serie TV, episodio 3x05 (2017)
- Westworld - Dove tutto è concesso (Westworld) - serie TV, episodi 2x06-2x07 (2018)
- Tulsa King - serie TV, 2 episodi (2023)

## Doppiatori italiani
Nelle versioni in italiano delle opere in cui ha recitato, Ronnie Gene Blevins è stato doppiato da:
- Andrea Lavagnino in Southland, Lie to Me, The Conjuring - Per ordine del Diavolo, Law & Order: Organized Crime
- Roberto Certomà in NCIS - Unità anticrimine, Tulsa King
- Patrizio Prata in Birth Rite
- Guido Di Naccio in The Shield
- Massimo Bitossi in CSI - Scena del crimine
- Stefano Santerini in Sons of Anarchy
- Alessandro Messina in CSI: NY
- Alessandro Budroni in The Mentalist
- Christian Iansante in Joe
- Alberto Bognanni in Criminal Minds
- Andrea Moretti in Code Black
- Leonardo Graziano ne Il giustiziere della Notte - Death Wish
- Umberto Guttoriello in Westworld - Dove tutto è concesso